# Kudrowo
Kudrowo (russisch Ку́дрово) ist eine Trabantenstadt von Sankt Petersburg in der Oblast Leningrad (Russland).

## Geographie
Kudrowo liegt unmittelbar außerhalb der Stadtgrenze von Sankt Petersburg etwa 10 km östlich des Stadtzentrums. Durch den nördlichen Teil der Stadt fließt die Okkerwil, ein linker Zufluss des rechten Newa-Nebenflusses Ochta; ein 2010 eröffneter Park längs der Okkerwil teilt die Stadt in einen größeren südlichen und einen kleineren nördlichen Teil.
Kudrowo gehört zum Rajon Wsewoloschski und befindet sich etwa 15 km südwestlich von dessen Verwaltungszentrum Wsewoloschsk.

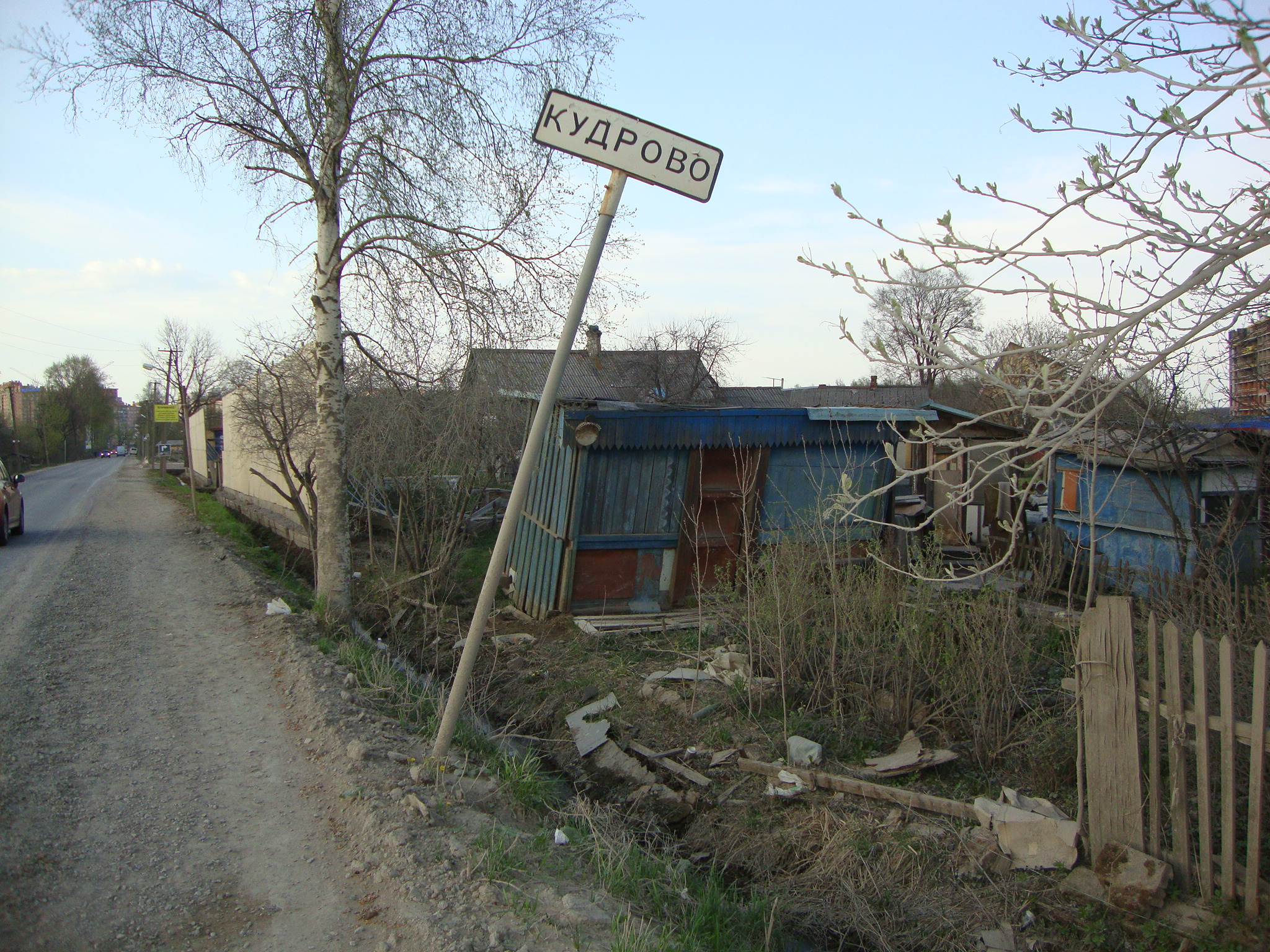
Ostrand des Dorfes Kudrowo 2013
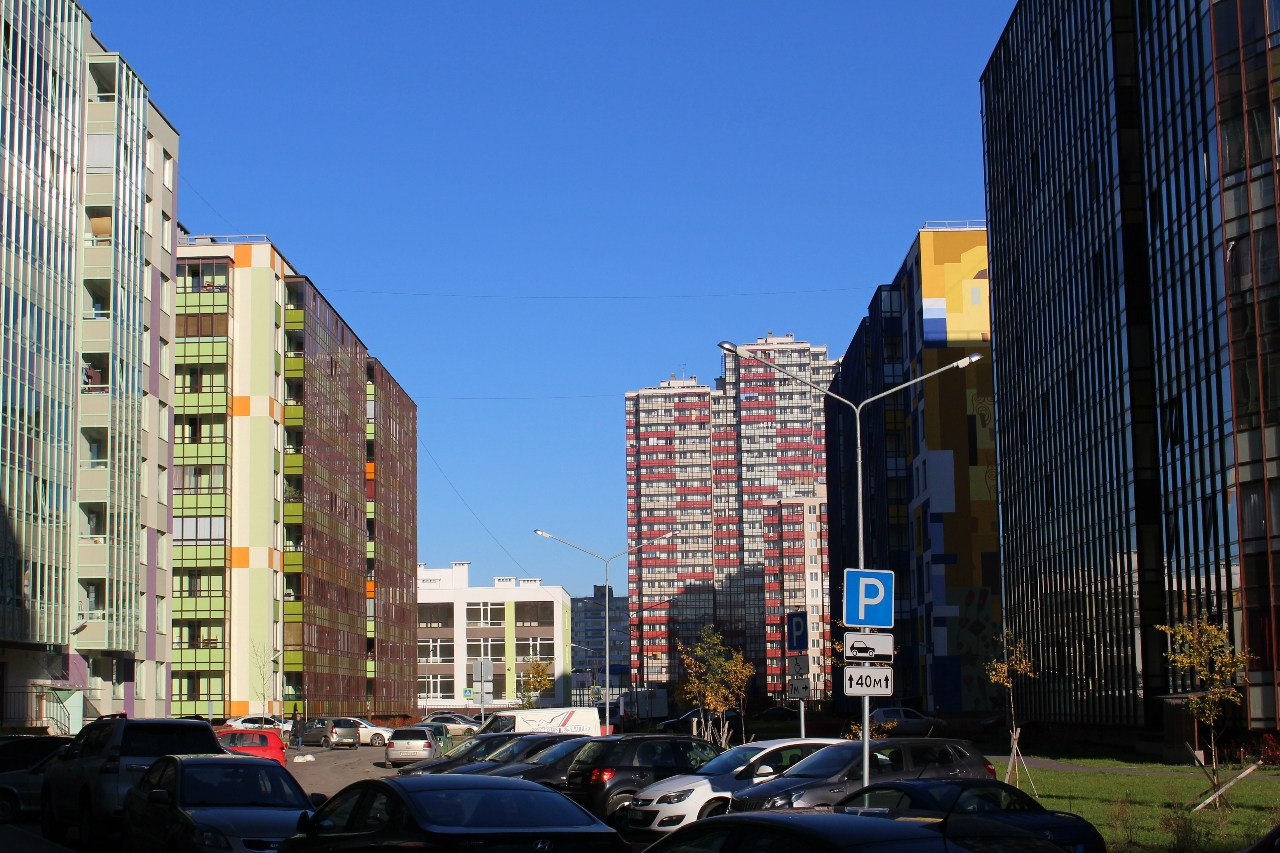
Neubauten in Kudrowo 2015
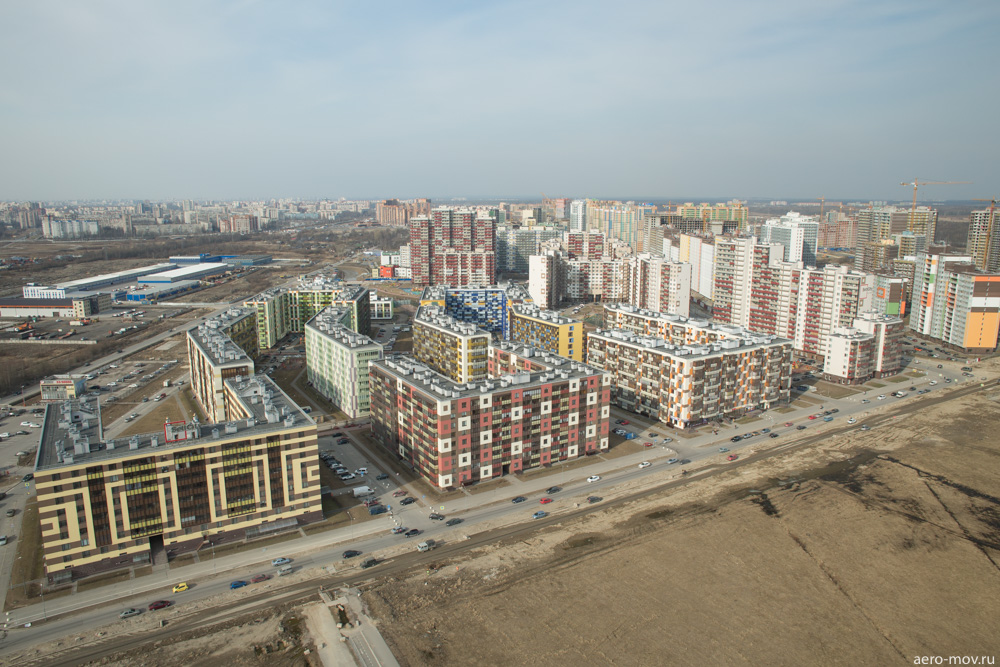
Luftbild 2016
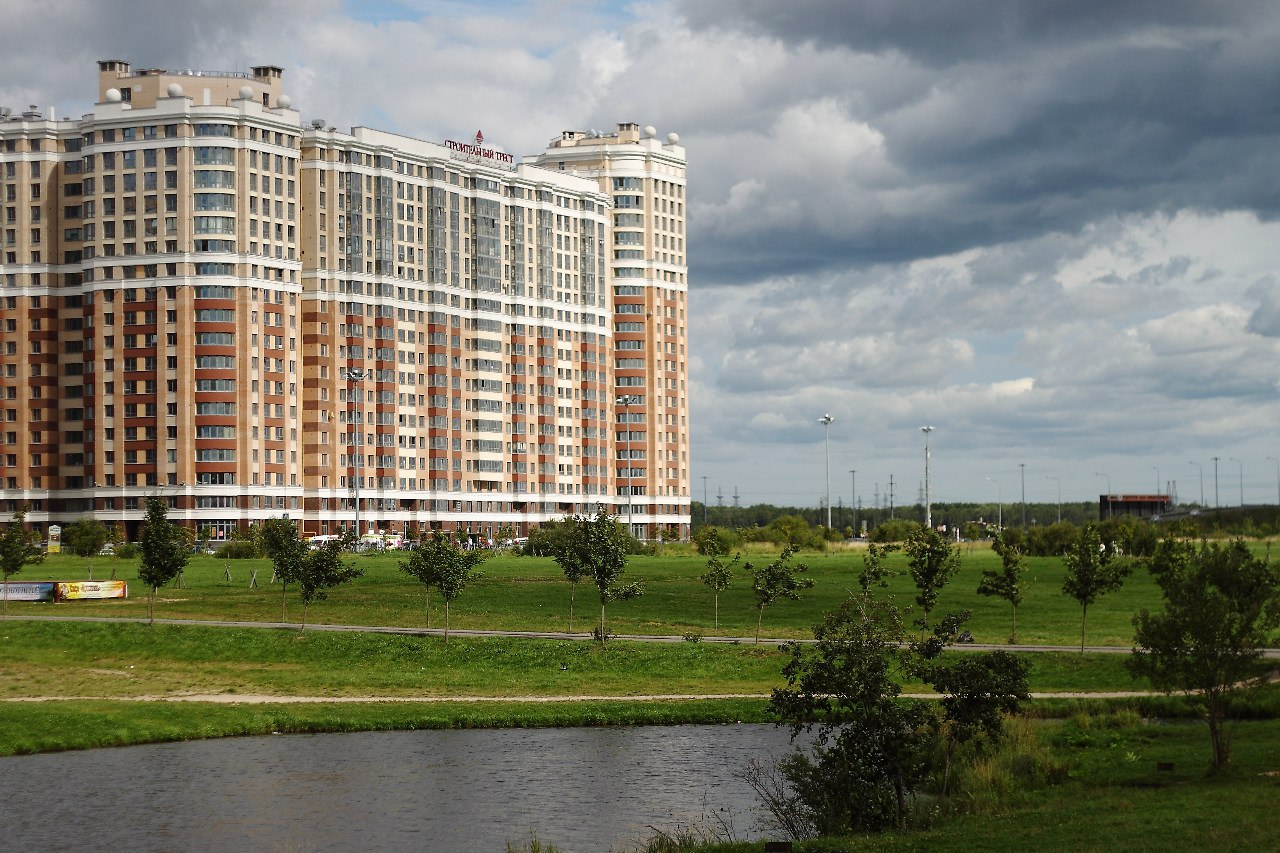
Wohngebiet Nowy Okkerwil am Okkerwil-Park

## Geschichte
Im 19. Jahrhundert existierten an Stelle der heutigen Stadt zwei Gutshöfe, die zusammengefasst als Kossaja Gora bezeichnet wurden (sinngemäße russische Übersetzung als „Schiefer Berg“ der finnischen Bezeichnung der Lokalität Väärämäki, wörtlich „Falscher Hügel“) sowie eine Wodkabrennerei. Die heutige Bezeichnung unklarer Herkunft ist seit den 1920er-Jahren bekannt, als dort ein Kolchos und später ein Sowchos entstand. Das Dorf hatte in der Mitte des 20. Jahrhunderts gut 300 Einwohner; bis 2010 sank die Einwohnerzahl auf 137. Seit spätestens den 1960er-Jahren unterstand Kudrowo der Verwaltung des Dorfsowjets Sanewski, 2004 umgewandelt in die Stadtgemeinde Sanewskoje gorodskoje posselenije mit Sitz in der fünf Kilometer nordöstlich gelegenen Siedlung Janino-1.
Ende der 2000er-Jahre wurde um das Dorf mit der großmaßstäblichen Errichtung von vielgeschossigen Wohnblocks begonnen. In Folge stieg die Einwohnerzahl schnell auf offiziell mindestens 20.000 Anfang 2018. Am 28. Juni 2018 wurden Kudrowo die Stadtrechte verliehen. Im Jahr 2021 hatte Kudrowo 60.791 Einwohner, im Jahr 2024 lebten dort 66.310 Bewohner.
Der dichteste Wohnblock der Welt, in dem etwa 20.000 Menschen leben, befindet sich in Kudrowo und wurde 2015 gebaut. Der Wohnblock umfasst 3.708 Wohnungen mit 35 Eingängen und 25 Stockwerken.

## Verkehr
Unmittelbar östlich der Stadt verläuft der Autobahnring (föderale Fernstraße A118) um Sankt Petersburg. Südlich verlässt die föderale Fernstraße R21 Kola nach Murmansk Sankt Petersburg und kreuzt dort den Ring. Unweit des Autobahnkreuzes befindet sich die Mall Mega Dybenko, das größte Einkaufszentrum Sankt Petersburgs.
Kudrowo ist an das Sankt Petersburger Stadtbusnetz angeschlossen. Mehrere Linien der Straßenbahn Sankt Petersburg erreichen die Stadtgrenze unweit des nordwestlichen Endes von Kudrowo. Über diese ist auch die etwa zwei Kilometer entfernte Endstation Uliza Dybenko der Linie 4 der Metro Sankt Petersburg erreichbar. Die Fortführung dieser Linie in die Nähe des heutigen Südteils von Kudrowo wurde bereits ab den 1980er-Jahren teilweise fertiggestellt, bevor die Arbeiten 1997 aus finanziellen Gründen vorläufig eingestellt wurden. Die ursprünglich als Narodnaja geplante Station soll nun als Kudrowo frühestens 2025 eröffnet werden.